# Publio Cornelio Léntulo Escipión (cónsul 2)
Publio Cornelio Léntulo Escipión fue un senador romano activo durante el reinado de Augusto. Fue cónsul sufecto en la segunda mitad de 2 como compañero de Tito Quincio Crispino Valeriano. Fue el primer miembro de la gens Cornelia en combinar los nombres de las dos ramas más famosas de dicha familia, los Léntulos y los Escipiones, en su propio nombre.
El hecho de que otro miembro de los Cornelios Léntulos retomase el nombre de una de sus famosas pero extintas ramas, los Maluginenses, en su propio nombre, concretamente Servio Cornelio Léntulo Maluginense, cónsul en el año 10, ha llevado a numerosos expertos a creer que eran hermanos. El hecho de que la filiación de ambos indique que ambos eran hijos de un Cneo y nietos de un Cneo refuerza esta teoría. Ronald Syme acepta esta teoría "mientras no se presente otra alternativa mejor." La identidad de este Cneo Cornelio Léntulo es incierta: Syme sugiere que puede tratarse de Cneo Cornelio Léntulo "el almirante", o que puede por el contrario ser Cneo Cornelio Léntulo, quaestor Caesaris poco después de la batalla de Accio, pero concluye que "poco beneficio se obtendrá a partir de más especulaciones en esta área."
Poco se conoce de su consulado y todo la información que se conserva hace referencia a sus descendientes. Syme identifica a su hijo como Publio Cornelio Léntulo Escipión, cónsul en 24.